# Palacio del Almirante (Medina del Campo)
El Palacio del Marqués de Tejada, también conocido como Palacio del Almirante, se trata de un antiguo edificio levantado durante el siglo XVII, sobre las antiguas casas de los Almirantes de Castilla, por el marqués de Tejada, ubicado en Medina del Campo, Valladolid, España.

## Historia

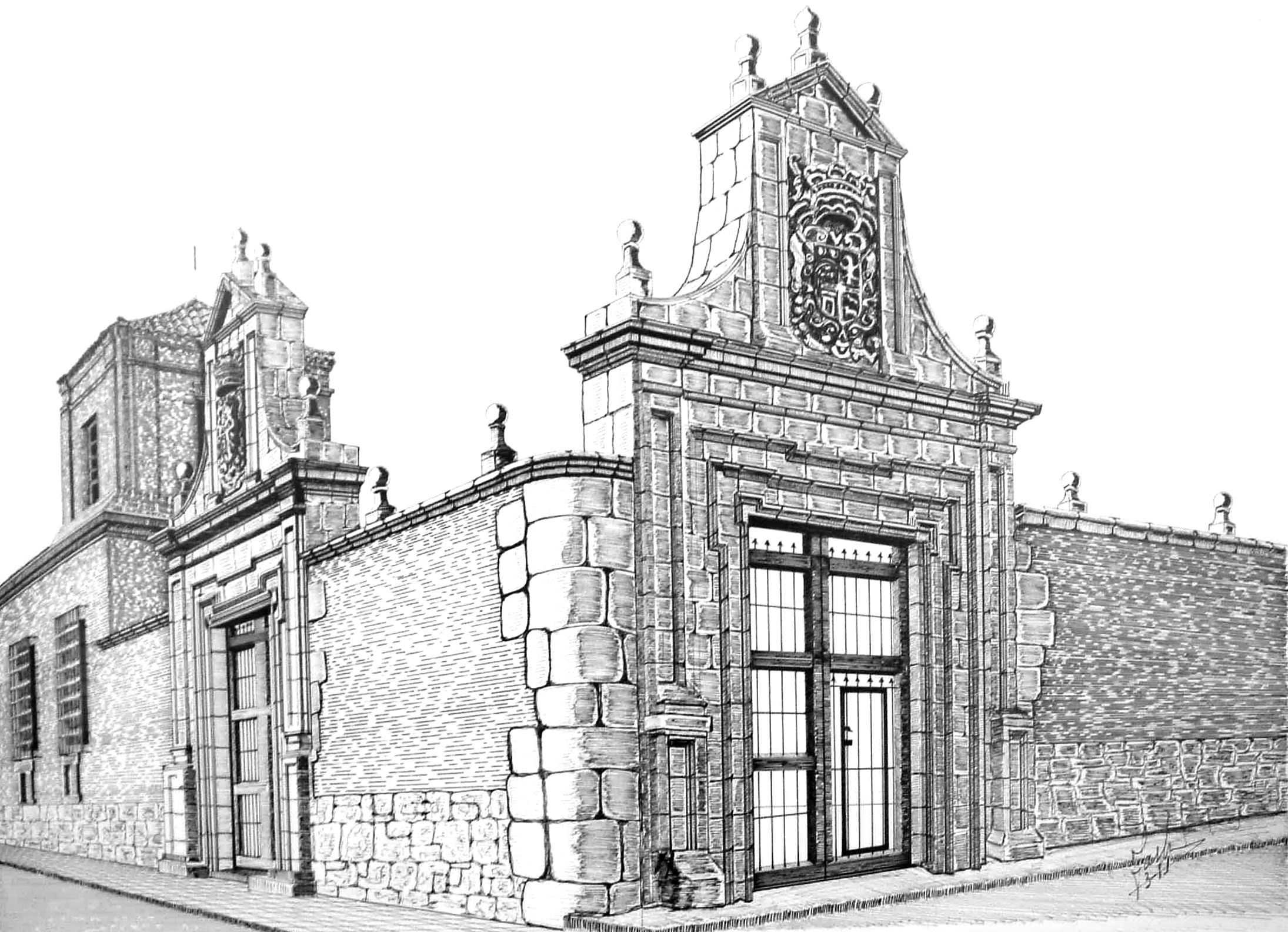
Dibujo.

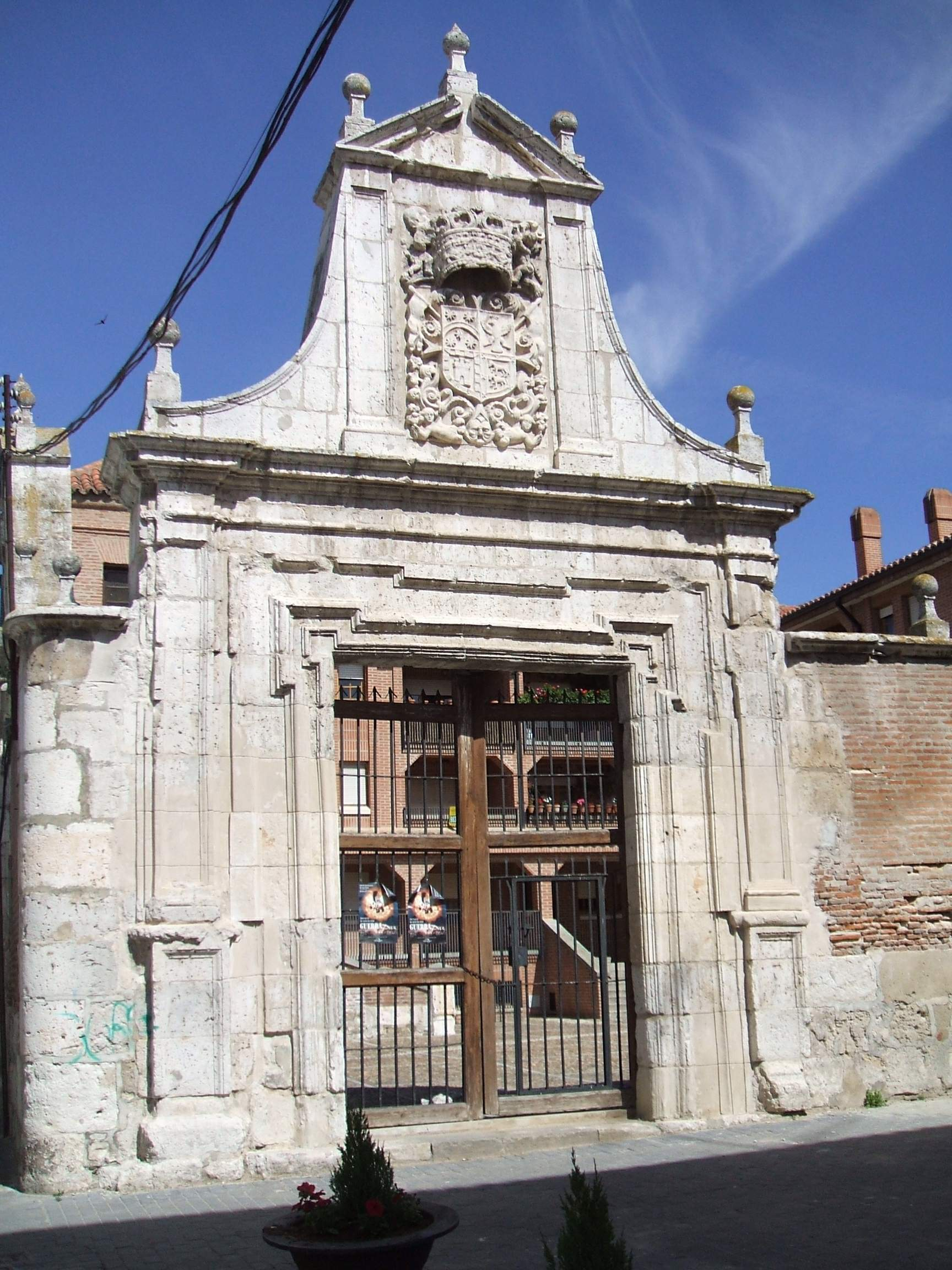
Entrada.

El Palacio del Marqués de Tejada fue levantado durante el siglo XVII, sobre las antiguas casas de los Almirantes de Castilla, por el marqués de Tejada de San Llorente, don Francisco Antonio Velandia y Aguarto y su esposa doña Petronila Nolasco de Araciel Dávalos y Sotomayor.
Las columnas, capiteles y zapatas que se encuentran en las arquerías de los muros que cierran el patio esquinado, delatan que el edificio está construido sobre otro más antiguo del siglo XVI. Actualmente, de la antigua edificación tan solo quedan en pie las habitaciones de la parte paralela a la calle presididas por una torreta cuadrada, el muro de cerramiento y las dos grandes portadas de piedra que mantienen en lo alto el gran escudo del Marqués de Tejada. Las estancias abiertas a la calle del Almirante mediante grandes ventanales protegidos por unas rejas de hierro forjado, correspondían a las principales habitaciones del edificio, mientras que la torre, tan solo presenta una decoración estructural.

## Características del edificio
Una peculiaridad del edificio radica en su disposición original en el plano, ya que el acceso a la vivienda no se realizaba a través de una puerta principal, sino que las dos portadas se disponían en ángulo recto y daban acceso, en sus orígenes, a un jardín de entrada. A la parte de la vivienda se accedía primitivamente por una escalera, hoy reformada, situada junto a la torre. Otra, ya desaparecida, estaba situada en el fondo del patio, lado izquierdo, cubierta por una falsa cúpula, en cuyas pechinas aparecían rameados de talla profunda que podrían fecharse en el primer cuarto del siglo XVIII. Se sabe que en la parte posterior del edificio hubo otro patio.
Las portadas presentan una decoración a base de grandes orejeras, pilastras cajeadas en los lados y se rematan en la parte superior por escudos coronados y cuartelados en cruz con las armas del marquesado de Tejada, rodeadas por numerosos elementos simbólicos y representativos: cruz de Malta, banderolas, roleos, rostros y dos querubines junto a la punta del escudo.